# MycoKeys

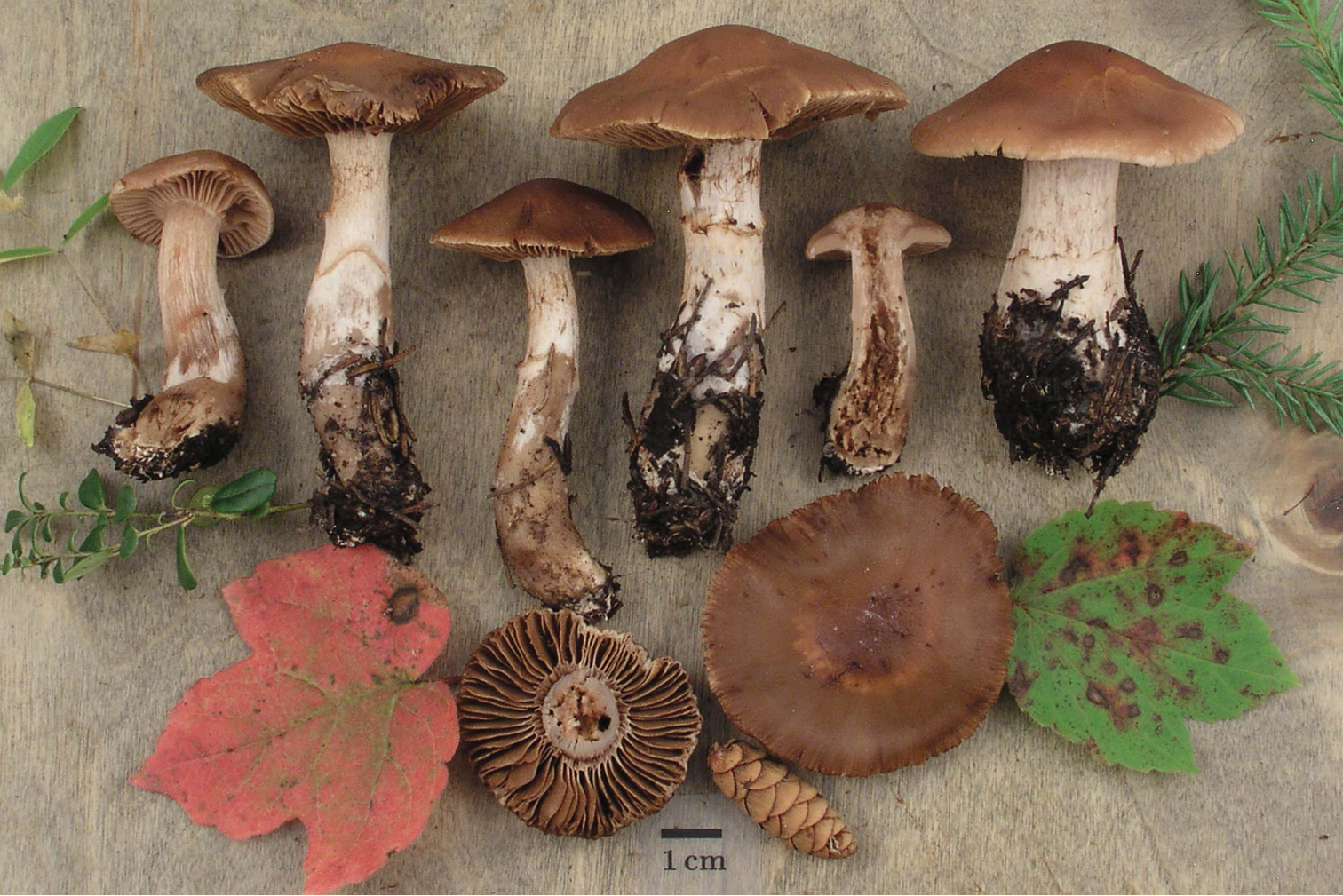
Jedno ze zdjęć w czasopiśmie MycoKeys

MycoKeys – recenzowane międzynarodowe czasopismo naukowe publikujące artykuły o królestwie grzybów (w tym porostów). Publikowane są w nim dane taksonomiczne lub ekologiczne dotyczące dowolnego taksonu w dowolnym wieku geologicznym z dowolnej części świata, bez ograniczeń co do wielkości rękopisu. Czasopismo wychodzi w druku, a od 2012 roku jest dostępne także online.
Typy publikacji: artykuły naukowe, artykuły przeglądowe, artykuły z forum, artykuły z danymi, opisy oprogramowania, artykuły redakcyjne, krótkie komunikaty, korespondencje, sprostowania, monografie.
Aby przyspieszyć rozpowszechnianie wiedzy naukowej bez barier, czasopismo MycoKeys zapewnia otwarty, bezpłatny dostęp dla wszystkich. Sponsorowane jest przez Pensoft i ARPHA. Wszystkie artykuły opublikowane są na licencji Creative Commons Attribution, a to oznacza, że są bezpłatnie udostępniane do czytania, pobierania i rozpowszechniania natychmiast po publikacji, pod warunkiem, że podane zostanie ich oryginalne źródło i autorzy.
ISSN: 1314-4049 (online), 1314-4057 (druk).